# Vrtogoš
Vrtogoš (cyr. Вртогош) – wieś w Serbii, w okręgu pczyńskim, w mieście Vranje. W 2011 roku liczyła 1175 mieszkańców.